# Palloptera ephippium
Palloptera ephippium är en tvåvingeart som beskrevs av Zetterstedt 1860. Palloptera ephippium ingår i släktet Palloptera och familjen prickflugor. Enligt den finländska rödlistan är arten otillräckligt studerad i Finland. Artens livsmiljö är fjällbjörkskogar. Inga underarter finns listade i Catalogue of Life.